# Сарави, Мохаммадхади
Мохаммадхади Абдуллах Сарави (перс. محمدهادی عبدالله ساروی دارکلایی‎; род. 6 января 1997, Амоль, Мазендеран) — иранский борец греко-римского стиля, олимпийский чемпион 2024 года, бронзовый призёр Олимпийских игр 2020 года, чемпион мира 2021 года, чемпион Азии 2020 года, призёр чемпионатов мира 2022 и 2023 годов.

## Карьера
В феврале 2020 года в Нью-Дели стал чемпионом Азии, одолев в финале представителя Южной Кореи Ли Се Йола. В декабре 2020 года в Белграде на Кубке мира, одолев болгарина Кирила Милова стал бронзовым призёром. 3 августа 2021 года одолев в схватке за 3 место финна Арви Саволайнена стал бронзовым призёром Олимпийских игр в Токио.
На летних Олимпийских играх 2024 года в Париже, в весовой категории до 97 кг стал обладателем золотой медали. В финальной схватке поборол армянского спортсмена Артура Алексаняна.

## Достижения
- Первенство Азии по борьбе среди юниоров 2018 — ;
- Первенство мира по борьбе среди юниоров 2018 — ;
- Чемпионат Азии по борьбе U23 2019 — ;
- Чемпионат мира по борьбе U23 2019 — ;
- Чемпионат Азии по борьбе 2020 — ;
- Индивидуальный кубок мира по борьбе 2020 — ;
- Олимпийские игры 2020 —